# Трубчевское городское поселение
Трубче́вское городское поселение — муниципальное образование в центральной части Трубчевского района Брянской области. Единственный населённый пункт — город Трубчевск.
Образовано в результате проведения муниципальной реформы в 2005 году, путём преобразования дореформенного Трубчевского горсовета.

## Население
| 2009    | 2010    | 2011    | 2012    | 2013    | 2014    | 2015    | 2016    | 2017    |
| ------- | ------- | ------- | ------- | ------- | ------- | ------- | ------- | ------- |
| 15 163  | ↘15 014 | ↘14 949 | ↘14 648 | ↘14 472 | ↘14 073 | ↘13 921 | ↘13 802 | ↘13 696 |
| 2018    | 2019    | 2020    | 2021    |         |         |         |         |         |
| ↗14 001 | ↘13 695 | ↘13 613 | ↘13 287 |         |         |         |         |         |